# Jill Corey
Jill Corey, all'anagrafe Norma Jean Speranza (Avonmore, 30 settembre 1935 – Pittsburgh, 3 aprile 2021) è stata una cantante statunitense.

## Biografia
Di origine italiana, figlia di un minatore, Jill Corey entrò nel mondo dello spettacolo come imitatrice di Carmen Miranda. A diciassette anni iniziò la sua carriera musicale quando una cassetta registrata da lei arrivò a Mitch Miller, direttore musicale della Columbia Records, che la invitò a firmare un contratto con loro. Corey divenne la più giovane star del Copacabana e registrò diversi singoli di successo. Nello stesso periodo cominciò a lavorare anche per la televisione, spesso insieme ad Ed Sullivan.
Nel 1961 interruppe la sua carriera per sposare il giocatore di baseball Don Hoak, con cui ebbe la figlia Clare. Otto anni dopo Hoak morì per un infarto e la Corey tentò di rientrare nell'industria discografica, ma con poco successo. Si reinventò allora come attrice teatrale e cantante da musical, debuttando nel 1973 nel musical Promises, Promises in scena nel New Jersey. Nello stesso anno interpretò Charity Hope Valentine nel musical Sweet Charity in scena a East Windsor, mentre nel 1977 fu Carlotta Campion nel musical Follies in scena al Melody Theatre. Negli anni 70 interpretò anche Madame Rose nel musical Gypsy in scena al Carousel Dinner Theatre.

## Filmografia parziale

### Televisione
- Climax! – serie TV, episodio 3x21 (1957)
- Kraft Television Theatre – serie TV, 1 episodio (1957)
- The Ed Sullivan Show – serie TV, 2 episodi (1959-1960)